# Första kammarens moderata parti
Första kammarens moderata parti, även kallat Moderata partiet, var en riksdagsgrupp som bildades 1905. Ordförande var Gustaf Tamm 1905-1908, Ivar Afzelius 1909-1910 och Axel Asker 1911. Partiet slogs 1912 samman med Det förenade högerpartiet till Första kammarens nationella parti. Det är ett av Moderata samlingspartiets historiska föregångare.
Gruppen bildades vid slutet av 1905 års riksdag av de kammarledamöter, som i politiska frågor intog en mer moderat ställning än dess majoritet. Utan att markera någon utpräglad ståndpunkt i tullfrågan kom partiet ändå att inrymma huvuddelen av kammarens frihandlare, men också enstaka protektionister. I det första förtroenderådet ingick från frihandlarsidan Gustaf Tamm (ordförande), Olof Melin och Olof Björklund samt från protektionisterna Filip Boström och Edvard Montgomery. 
Bland partiets förtroendemän eller mera framträdande medlemmar under följande år märks Olof Jonsson i Hof, Carl Swartz, Gustaf Lagerbring och August Wijkander. Sedan det proportionella valsättet 1910 kommit att tillämpas vid utskottsvalen, stärktes partiets inflytande. Kring dess listor samlades 1910 46 à 50 ledamöter av kammarens 150, och det kunde nu också besätta en tredjedel av utskottsplatserna ur sin egen krets. Sedan Staaffska regeringen hösten 1911 lyckats utverka konungens tillstånd till upplösning av första kammaren och vänstergrupperna efter densamma återkom med en styrka på 63 man (51 liberala och 12 socialister), gjorde sig inom landet en bestämd önskan gällande om sammanslagning av kammarens högergrupper vilket ledde till upplösandet av Moderata partiet och bildandet av Första kammarens nationella parti vid början av 1912 års riksdag.